# Liste d'indices de réfraction
Cet article dresse une liste d'indices de réfraction pour de nombreux matériaux représentatifs selon leur catégorie (état, usage fréquent dans un domaine, etc.) et étudiés dans la littérature scientifique. Les matériaux sont caractérisés par leur indice de réfraction, mais cette propriété dépend fortement de la longueur d'onde de la lumière. Selon le domaine de transparence des matières, la mesure de leur indice peut se faire à des longueurs d'onde différentes en général standardisées, notamment par les raies de Fraunhofer.

Réfraction, angle critique et réflexion interne totale de la lumière à l'interface de deux médias.

Ces indices dépendent aussi légèrement de la température, de la pression et des contraintes, mais aussi de la composition exacte du matériau (présence d'impuretés, dopants, etc.) ; pour beaucoup de matériaux dans des conditions typiques, ces variations ne représentent cependant que 1 % ou moins[réf. nécessaire].
En général, l'indice de réfraction est un nombre complexe, dont la partie imaginaire indique la force des pertes par absorption. Cette partie est pour ces raisons parfois appelée coefficient d'extinction, noté {\displaystyle k}. De telles pertes peuvent être particulièrement importantes, par exemple pour les métaux aux longueurs d'onde courtes — visible le plus souvent — et doivent être incluses dans la description de l'indice de réfraction.

## Cristaux
Les cristaux isotropes ne présentent qu'un seul indice de réfraction, les autres cristaux sont biréfringents : les cristaux uniaxes ont deux indices de réfraction classiquement notés no et ne, les cristaux biaxes ont trois indices de réfraction classiquement notés nx, ny et nz ou nα, nβ et nγ et classés du plus petit au plus grand.
| Matériau             | λ (µm) | n      |
| -------------------- | ------ | ------ |
| Diamant              |        | 2,4175 |
| Fluorure de calcium  |        | 1,433  |
| Fluorure de lithium  |        | 1,3912 |
| Antimoniure d'indium |        | 5,13   |
| Arséniure de gallium |        | 4,02   |
| Germanium            | 2,8    | 4,052  |
| Sel                  |        | 1,531  |
| Silicium             | 1,55   | 3,4777 |

| Matériau           | λ (µm) | nx    | ny    | nz    |
| ------------------ | ------ | ----- | ----- | ----- |
| Andalousite        |        | 1,629 | 1,633 | 1,638 |
| Pucherite          |        | 2,41  | 2,50  | 2,51  |
| Massicot           |        | 2,51  | 2,61  | 2,71  |
| Orpiment (As2S3)   |        | 2,4   | 2,81  | 3,02  |
| Sulfate de calcium |        | 1,570 | 1,575 | 1,614 |
| Dioxyde de tellure |        | 2,00  | 2,18  | 2,35  |
| Zircone            |        | 2,13  | 2,19  | 2,20  |
| Acide iodique      |        | 2,37  | 2,5   | 2,65  |

| Matériau              | λ (µm) | ne     | no     |
| --------------------- | ------ | ------ | ------ |
| Alumine               |        | 1,7579 | 1,7659 |
| Calcite               |        | 1,486  | 1,658  |
| Vatérite              |        | 1,65   | 1,55   |
| Fluorure de magnésium |        | 1,3886 | 1,3768 |
| Litharge              |        | 2,535  | 2,655  |
| Sélénium              | 1      | 3,61   | 2,79   |
| Rutile                |        | 2,872  | 2,584  |
| Tellure               | 4      | 4,929  | 6,372  |

## Verres
Par verre, il est possible d'entendre tout verre utilisé en cristallerie, pour le vitrage ou encore les verres optiques. À mi-chemin entre le verre et les solides cristallins, il est possible de trouver les vitrocéramiques, dont la structure est un mélange homogène de cristaux (comme les céramiques) et de solide amorphe (comme le verre).
Les verres sont généralement peu biréfringents du fait de leur structure amorphe.

### Verres optiques
| Dénomination | Type de verre | Famille                  | λ (nm) | Indice  |
| ------------ | ------------- | ------------------------ | ------ | ------- |
| FK5          | Crown         | Fluorocrown              |        | 1,48749 |
| PK2          | Crown         | Phosphate crown          |        | 1,51821 |
| BK7          | Crown         | Borosilicate crown       |        | 1,51680 |
| PSK3         | Crown         | Phosphate crown dense    |        | 1,55232 |
| K5           | Crown         | Crown                    |        | 1,52249 |
| ZK1          | Crown         | Zinc crown               |        | 1,53315 |
| BaK50        | Crown         | Baryum crown             |        | 1,56774 |
| SK2          | Crown         | Baryum crown dense       |        | 1,60738 |
| SSK4         | Crown         | Baryum crown extra dense |        | 1,61765 |
| LaK10        | Crown         | Lanthane crown           |        | 1,72000 |
| LgSK2        | Crown         | Crown long spécial       |        | 1,58599 |
| TiK1         | Crown         | Titane crown             |        | 1,47869 |
| TiF1         | Flint         | Titane flint             |        | 1,51118 |
| KzFN1        | Flint         | Flint court              |        | 1,55115 |
| KzFSN4       | Flint         | Flint court dense        |        | 1,61340 |
| KF9          |               | Crown flint              |        | 1,52341 |
| LLF6         | Flint         | Flint extra léger        |        | 1,53172 |
| LF5          | Flint         | Flint léger              |        | 1,58144 |
| F2           | Flint         | Flint                    |        | 1,62004 |
| SF2          | Flint         | Flint dense              |        | 1,64769 |
| BaLF4        | Flint         | Baryum flint léger       |        | 1,57957 |
| BaF4         | Flint         | Baryum flint             |        | 1,60562 |
| BaSF2        | Flint         | Baryum flint dense       |        | 1,66446 |
| LaFN2        | Flint         | Lanthane flint           |        | 1,74400 |
| LaSF30       | Flint         | Lanthane flint dense     |        | 1,80318 |
| NbF1         | Flint         | Niobium flint            |        | 1,74330 |

### Verres ophtalmiques
On considère pour les verres ophtalmiques qu'un indice normal est compris entre 1,48 et 1,54, un indice moyen entre 1,54 et 1,64, un indice fort entre 1,64 et 1,74, les indices très forts sont au-delà de 1,74. La principale difficulté dans le développement de verres ophtalmiques est la recherche des indices très forts conciliée avec des densités les plus faibles possibles.
| Dénomination | nd     | ne     |
| ------------ | ------ | ------ |
| 15 white     | 1,523  | 1,525  |
| 16 white     | 1,600  | 1,604  |
| 17 white     | 1,700  | 1,705  |
| 18 white     | 1,802  | 1,807  |
| 19 white     | 1,885  | 1,892  |
| UV W76,      | 1,5230 | 1,5251 |
| HG weiß 0389 | 1,6006 | 1,6040 |
| High Lite    | 1,7010 | 1,7064 |
| BaSF 64      | 1,7010 | 1,7052 |
| LaSF 36A     | 1,7947 | 1,8000 |
| LaSF 39      | 1,8860 | 1,8927 |

### Autres verres
Cette section concerne des verres ou solides tout ou partiellement amorphes utilisés en optique, en verrerie, ou encore pour le vitrage.
| Désignation                             | Utilisation                | Type                               | Longueur d'onde | Indice      |
| --------------------------------------- | -------------------------- | ---------------------------------- | --------------- | ----------- |
| Pyrex                                   | Verrerie                   | Borosilicate                       | 587,6 nm        | 1,474       |
| Corning 9741                            | Transmission ultraviolette | Alcali borosilicate                | 587,6 nm        | 1,47        |
| Verre de germanium,                     | Transmission infrarouge    | Dioxyde de germanium               | 589,3 nm        | 1,60832     |
| Barr&Stroud BS-39B                      | Transmission infrarouge    | Aluminate de calcium               | 589,3 nm        | 1,6764      |
| Schott IRG 25                           | Transmission infrarouge    | Verre de chalcogénure Ge28Sb12Se60 | 1 µm            | 2,7283      |
| Phare de Toyota Celica & Toyota Corolla | Automobile                 |                                    | 589 nm          | 1,478       |
| Phare de Chevrolet Eurosport            | Automobile                 |                                    | 589 nm          | 1,488       |
| Phare de Oldsmobile Cutlass Ciera       | Automobile                 |                                    | 589 nm          | 1,488       |
| Écran de télévision                     |                            |                                    | 589 nm          | 1,49—1,51   |
| Verre de pare-brise                     | Automobile                 |                                    | 589 nm          | 1,518—1,520 |
| Verre de bouteille,                     | Verrerie                   |                                    | 589 nm          | 1,524       |
| Cristal,                                | Cristallerie               | Verre flint                        |                 | 1,545       |

## Polymères
Les polymères sont des matériaux omniprésents dans la plupart des domaines scientifiques et d'ingénierie. L'indice de réfraction est une propriété d'importance dès lors que l'on utilise les plastiques pour des applications optiques.
La faiblesse des plastiques « optiques » vient de la littérature inégale les concernant, souvent moins fournie que celle des verres optiques : les données sont de ce fait moins fournies, moins complètes et peuvent varier d'un fabricant à l'autre, voire entre deux polymères d'un même groupe.
Comparativement aux verres, dont les indices sont compris dans une fourchette 1,28—1,95, les plastiques ont des indices plus restreints, de 1,31 à 1,65, leur constringence est par contre comparable, 91 à 20 pour les verres, 92 à 20 pour les plastiques.
| Polymère                               | Abréviation | λ (nm)     | Indice       |
| -------------------------------------- | ----------- | ---------- | ------------ |
| Polytétrafluoroéthylène                | PTFE        | 589,3 nm   | 1,31—1,32    |
| Polycarbonate                          | PC          | 589,3 nm   | 1,5853—1,586 |
| Polycarbonate                          | PC          | 365,0 nm   | 1,6432       |
| Polycarbonate                          | PC          | 1 014,0 nm | 1,5672       |
| Styrène-méthacrylate de méthyle        | NAS         | 486,1 nm   | 1,574        |
| Polystyrène co-méthacrylate de méthyle | SMMA        | 589,3 nm   | 1,564        |
| Styrène-acrylonitrile                  | SAN         | 365,0 nm   | 1,6125       |
| Styrène-acrylonitrile                  | SAN         | 589,3 nm   | 1,5673       |
| Styrène-acrylonitrile                  | SAN         | 1 014,0 nm | 1,5519       |
| Styrène-méthacrylate de méthyle        | NAS         | 656,3 nm   | 1,558        |
| Poly(méthacrylate de méthyle)          | PMMA        | 589,3 nm   | 1,4917       |
| Poly(méthacrylate de méthyle)          | PMMA        | 365,0 nm   | 1,5136       |
| Poly(méthacrylate de méthyle)          | PMMA        | 1 014,0 nm | 1,4831       |
| Polyester                              | PETG        | 589,3 nm   | 1,567        |
| Polyétherimide                         | PEI         | 589,3 nm   | 1,658        |
| Polyétherimide                         | PEI         | 480,0 nm   | 1,687        |
| Polyétherimide                         | PEI         | 643,9 nm   | 1,651        |
| Polystyrène                            | PS          | 589,3 nm   | 1,589—1,5903 |
| Polystyrène                            | PS          | 365,0 nm   | 1,6431       |
| Polystyrène                            | PS          | 1 014,0 nm | 1,5726       |

## Métaux
Les métaux couramment utilisés dans les applications optiques comprennent l'aluminium, l'argent et l'or, chacun présentant ses avantages et ses défis distincts. ... Les métaux sont souvent utilisés comme revêtements en couches minces sur les miroirs, les séparateurs de faisceaux et divers composants optiques pour améliorer la réflectivité, filtrer les longueurs d'onde ou fournir des couches protectrices. ... Cependant, il est important de noter que les métaux sont généralement opaques et présentent des pertes élevées de lumière transmise, limitant leur utilisation aux applications réfléchissantes ou basées sur des surfaces. De plus, leurs propriétés optiques peuvent être influencées par des facteurs tels que la rugosité de la surface, l'épaisseur de la couche et l'état d'oxydation, nécessitant un contrôle précis lors de la fabrication et de l'utilisation.
| Métal                | Etat                             | Condition de mesure et/ou Fiche technique                                  | Commentaire(s)                                       | E1re (eV) | λ (nm) Longueur d'onde | λ (nm) Longueur d'onde | λ (nm) Longueur d'onde | λ (nm) Longueur d'onde | λ (nm) Longueur d'onde | λ (nm) Longueur d'onde | Lien vers source                                          |
| Métal                | Etat                             | Condition de mesure et/ou Fiche technique                                  | Commentaire(s)                                       | E1re (eV) | 226,5 (ultra-violet)   | 226,5 (ultra-violet)   | 589,0 (visible)        | 589,0 (visible)        | 1013,98 (infrarouge)   | 1013,98 (infrarouge)   | Lien vers source                                          |
| Métal                | Etat                             | Condition de mesure et/ou Fiche technique                                  | Commentaire(s)                                       | E1re (eV) | {\displaystyle n}      | {\displaystyle k}      | {\displaystyle n}      | {\displaystyle k}      | {\displaystyle n}      | {\displaystyle k}      | Lien vers source                                          |
| -------------------- | -------------------------------- | -------------------------------------------------------------------------- | ---------------------------------------------------- | --------- | ---------------------- | ---------------------- | ---------------------- | ---------------------- | ---------------------- | ---------------------- | --------------------------------------------------------- |
| Au (or)              | Corps simple                     | n absolue; sous vide                                                       | valeurs calculés théoriques (DFT); ±10%              | 9,23      | 1,7                    | 1,4                    | 1,1                    | 2,5                    | 0,36                   | 6,4                    | Werner et al. 2009: DFT calculations: Au                  |
| Au (or)              | Revêtement optique (couche fine) | n absolue; sous vide; épaisseur 35nm; substrat: SiO2                       | valeurs mesurées interpolées; à température ambiante | 9,23      | 1,2857                 | 1,4763                 | 0,40245                | 2,8131                 | 0,31226                | 6,3523                 | Ciesielski et al. 2018: Au/SiO2                           |
| Cu (cuivre)          | Corps simple                     | n absolue; sous vide                                                       | valeurs calculés théoriques (DFT); ±10%              | 7,73      | 1,3                    | 1,9                    | 1,2                    | 3,3                    | 0,37                   | 6,6                    | Werner et al. 2009: DFT calculations: Cu                  |
| Ag (argent)          | Corps simple                     | n absolue; sous vide                                                       | valeurs calculés théoriques (DFT); ±10%              | 7,58      | 1,1                    | 1,5                    | 0,14                   | 3,6                    | 0,32                   | 7,1                    | Werner et al. 2009: DFT calculations: Ag                  |
| Ag (argent)          | Revêtement optique (couche fine) | polycristallin; atomiquement lisse; substrat Si/SiO2; n absolue; sous vide | valeurs mesurées interpolées; à température ambiante | 7,58      | -                      | -                      | 0,14250                | 3,7906                 | 0,20191                | 6,8772                 | Ferrera et al. 2019: n,k 0.245–1.45 µm; 298 K             |
| Pb (plomb)           | Corps simple                     | n absolue; sous vide                                                       | valeurs calculés théoriques (DFT); ±10%              | 7,42      | 0,34                   | 2,2                    | 2,8                    | 4,0                    | 1,0                    | 6,0                    | Werner et al. 2009: DFT calculations: Pb                  |
| Fe (fer)             | Corps simple                     | n absolue; sous vide                                                       | valeurs calculés théoriques (DFT); ±10%              | 7,9       | 1,0                    | 2,0                    | 3,3                    | 3,4                    | 3,2                    | 4,8                    | Werner et al. 2009: DFT calculations: Fe                  |
| Hg (mercure)         | Corps simple                     | liquide; à température ambiante                                            | valeurs mesurées interpolées; à température ambiante | 10,44     | 0,39087                | 1,5256                 | 1,7513                 | 4,9306                 | 3,9555                 | 7,0142                 | Inagaki et al. 1981: Optical properties of liquid mercury |
| Bronze (Cuivre Zinc) | Alliage; 90% Cu, 10% Zn          | -                                                                          | valeurs mesurées interpolées; à température ambiante | -         | 1,2443                 | 1,3355                 | 0,35900                | 2,8371                 | 0,32819                | 6,0715                 | Querry 1985: Optical constants                            |

## Liquides
On présente dans cette section des données d'indice de réfraction pour l'eau et pour d'autres liquides notables séparément. Des liquides organiques, et des liquides dits « de calibration », extrêmement purs et précisément mesurés, sont présentés.

### Eau
Le tableau suivant donne les indices de réfractions pour l'eau.
| Température (°C) | Longueur d'onde | Longueur d'onde | Longueur d'onde |
| Température (°C) | 226,5 nm        | 589,0 nm        | 1 013,98 nm     |
| ---------------- | --------------- | --------------- | --------------- |
| 0                | 1,39450         | 1,33432         | 1,32612         |
| 20               | 1,39336         | 1,33298         | 1,32524         |
| 50               | 1,38854         | 1,32937         | 1,32145         |
| 100              | 1,37547         | 1,31861         | 1,31114         |

L'eau, composée de molécules d'hydrogène et d'oxygène, peut être présente sous forme H2O, ou sous la forme d'eau lourde, où l'hydrogène est remplacé par des atomes de deutérium (D2O). La différence d'indice entre l'eau et l'eau lourde est, à 25 °C pour la raie d du sodium (5 893 Å), de {\displaystyle (n_{H_{2}O}-n_{D_{2}O})\times 10^{5}=449},.

### Liquides organiques
| Matériau                                                  | λ (nm) | n       | Référence(s) |
| --------------------------------------------------------- | ------ | ------- | ------------ |
| Trisulfure d'arsenic (en) et soufre dans le diiodométhane |        | 1,9     | [ 21 ]       |
| Benzène                                                   | 589,29 | 1,501   | [ 22 ]       |
| Disulfure de carbone                                      | 589,29 | 1,628   | [ 22 ]       |
| Eau                                                       | 589,29 | 1,3330  | [ 22 ]       |
| Éthanol                                                   | 589,29 | 1,361   | [ 22 ]       |
| Huile de silicone                                         |        | 1,52045 | [ 23 ]       |
| Tétrachlorure de carbone                                  | 589,29 | 1,461   | [ 22 ]       |

## Gaz
| Matériau                              | λ (nm) | n        | Référence(s) |
| ------------------------------------- | ------ | -------- | ------------ |
| Atmosphère terrestre à 20 °C et 1 atm | 589,29 | 1,000272 | [ 24 ]       |
| Atmosphère terrestre à 0 °C et 1 atm  | 589,29 | 1,000293 | [ 22 ]       |
| Dioxyde de carbone à 0 °C et 1 atm    | 589,29 | 1,00045  | ,            |
| Hélium à 0 °C et 1 atm                | 589,29 | 1,000036 | [ 22 ]       |
| Dihydrogène à 0 °C et 1 atm           | 589,29 | 1,000132 | [ 22 ]       |

## Divers
| Matériau               | λ (nm)   | Indice            | Référence(s)   |
| ---------------------- | -------- | ----------------- | -------------- |
| Vide                   |          | 1                 | par définition |
| Hélium liquide         |          | 1,025             |                |
| Glace                  |          | 1,31              |                |
| Cornée (humaine)       |          | 1,373/1,380/1,401 | [ 28 ]         |
| Ambre                  | 589,29   | 1,55              | [ 22 ]         |
| Sucre, solution à 25 % |          | 1,3723            | [ 29 ]         |
| Sucre, solution à 50 % |          | 1,4200            | [ 29 ]         |
| Sucre, solution à 75 % |          | 1,4774            | [ 29 ]         |
| Larmes                 | 587,6 nm | 1,336             | [ 30 ]         |